# Птолемей (Тива)
Вижте пояснителната страница за други значения на Птолемей.
Птолемей (на старогръцки: Πτολεμαῖος, Ptolemaios) в древногръцката митология е владетел на град Тива през 12 век пр.н.е. Той е син на цар Дамасихтон, внук на Офелт и правнук на Пенелей. Баща е на
Ксант.
Той наследява баща си като цар на Тива. Като цар е наследен от син му Ксант.